# Бестопочный паровоз

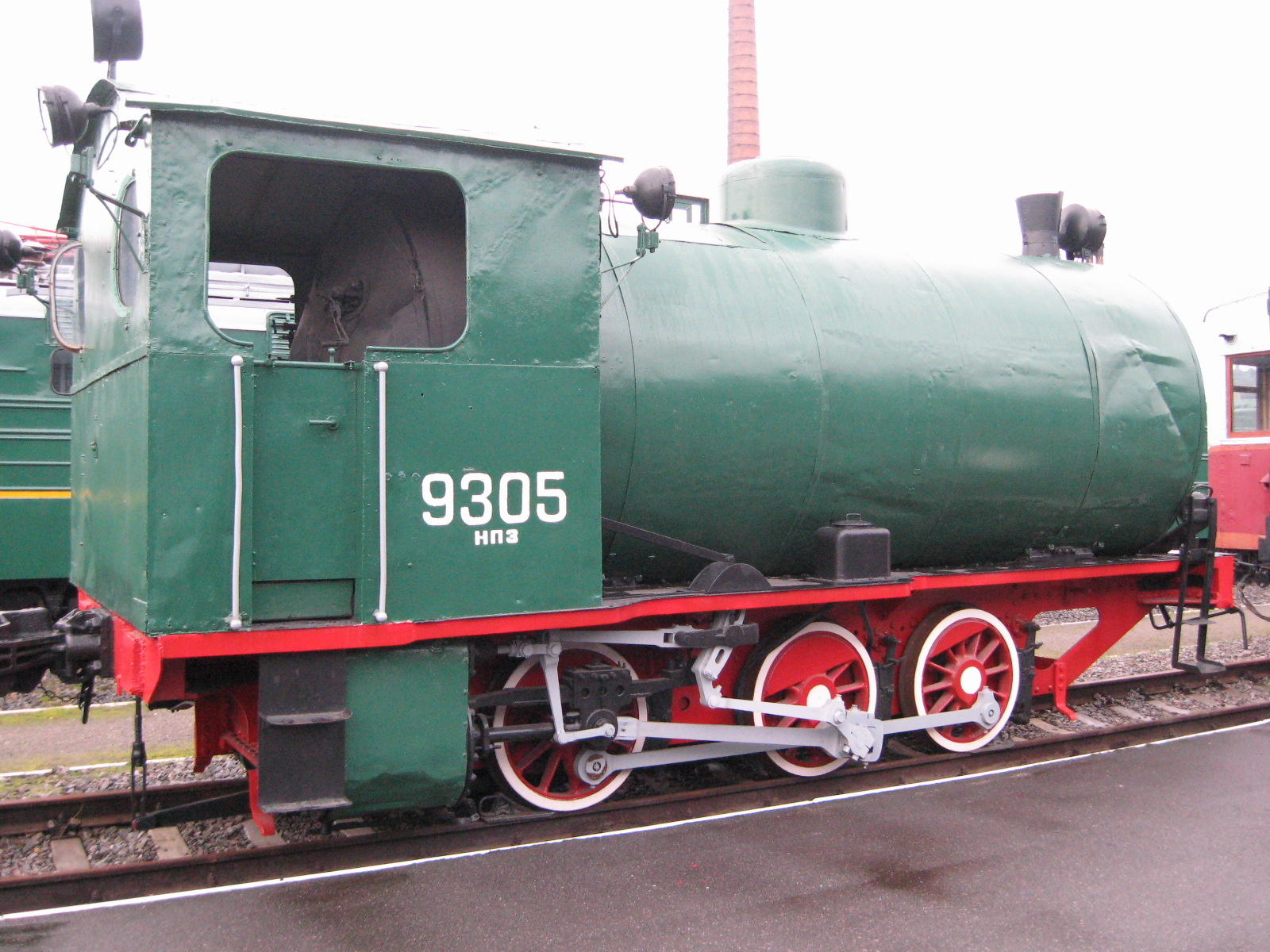
Советский бестопочный паровоз завода Шварцкопф

Бесто́почный парово́з — тип паровоза, не имеющий топки (и, соответственно, дымовой трубы). Пар, необходимый для его работы, производится не на самом паровозе, а на стационарной установке, откуда периодически нагнетается в расположенный на паровозе паровой котёл-аккумулятор. Использовался во взрывоопасных условиях, где недопустимо использование электрификации, двигателей внутреннего сгорания и топок, и также недопустимо искрение, характерное для коллекторных двигателей постоянного тока.

## Описание
Паровой котёл бестопочного паровоза конструктивно представляет собой замкнутый цилиндрический сосуд с усиленной теплоизоляцией. При подготовке бестопочного паровоза к работе котёл на 60—70 % заполняется водой, после чего через один или несколько патрубков в него нагнетается перегретый пар высокого давления, нагревающий воду до кипения. При работе давление пара в котле постепенно падает, что приводит к снижению температуры её испарения, и вода в котле вновь закипает, тем самым добавляя ещё пара. Как правило, минимальное давление парообразования в таком котле — 3—4 кгс/см².
Главным недостатком бестопочных паровозов по сравнению с обычными является работа паровой поршневой машины на насыщенном паре, ибо у такой конструкции паровоза с паровым аккумулятором принципиально не может быть пароперегревателя. Работа на насыщенном паре приводит к конденсации насыщенного пара при его расширении в цилиндрах двигателя, что резко снижает КПД использования тепловой энергии, запасенной в водяном паре.
Другой недостаток — ограниченный радиус действия такого паровоза; но в то же время отсутствие топки, и, соответственно, огня и искр, даёт им значительное преимущество в пожаробезопасности. Благодаря этому бестопочные паровозы получили широкое распространение на нефтеперегонных, деревообрабатывающих и бумажных предприятиях и иных пожароопасных производствах. Кроме того, таким паровозам почти не требуется котельный ремонт, а обслуживать их может один машинист.

## История

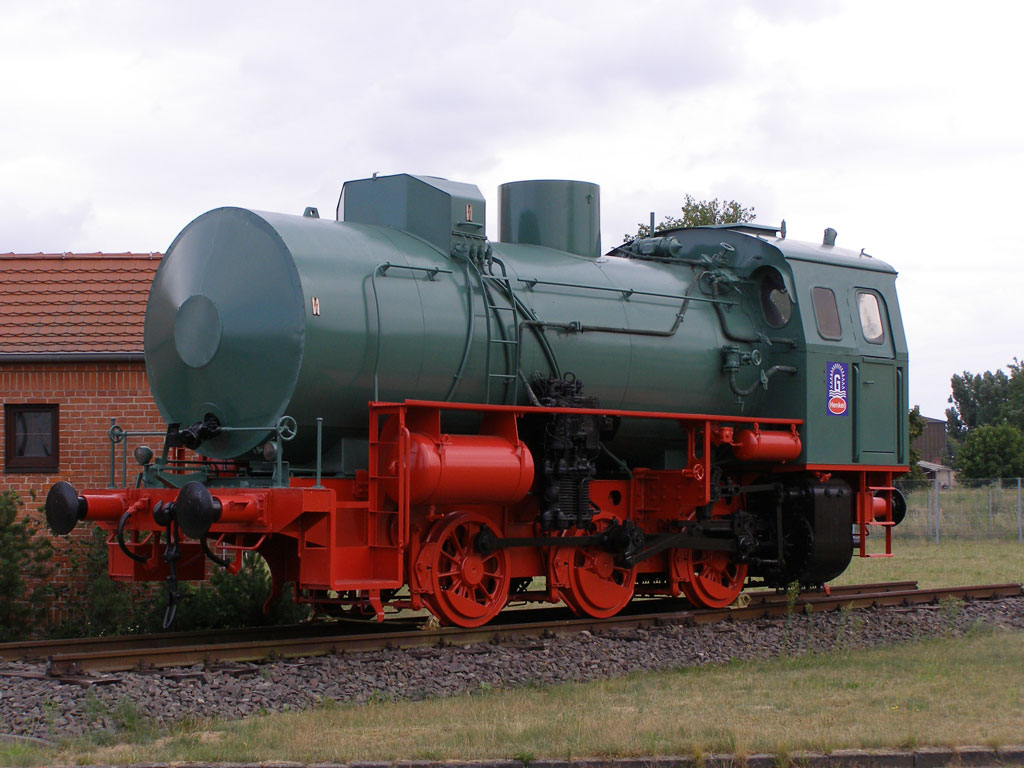
Бестопочный паровоз 89 серии — один из самых распространённых в Германии локомотивов этого типа.

Появление бестопочного паровоза стало возможным благодаря открытию, сделанному американским инженером-механиком Якобом Перкинсом — в 1823 г. он обнаружил, что понижение давления в котле, содержащем почти кипящую воду, приводит к дополнительному парообразованию. Этот факт позволил другому американцу, Эмилю Ламму, построить в 1873 году небольшой локомотив, не нуждавшийся в топке — первый бестопочный паровоз. Он предназначался для городской железной дороги в Новом Орлеане и был призван заменить там конку. Котёл локомотива наполняли паром при 200 °C , запас хода составлял 10 км.

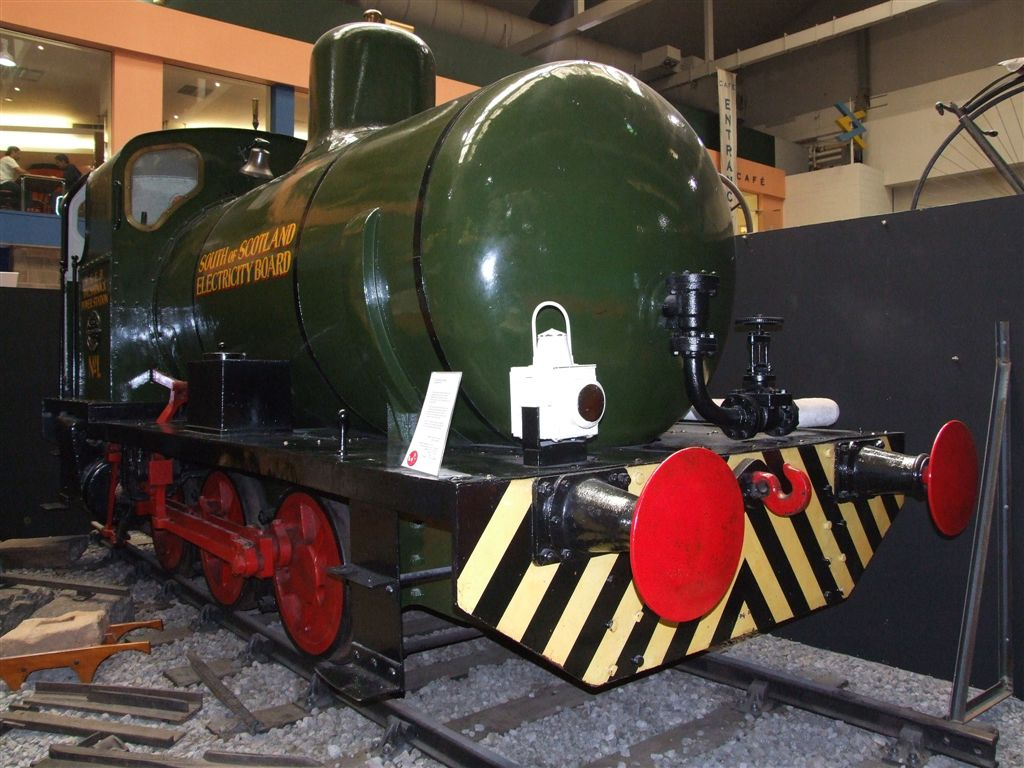
Английский бестопочный паровоз компании Эндрю Барклая

Локомотивы подобной конструкции в октябре того же 1873 года начали работать на городских линиях Нью-Йорка и Чикаго. Будучи усовершенствованы Леоном Франком (Leon Francq), в 1875 году бестопочные паровозы появились в Европе, где начали водить поезда на пригородных маршрутах Парижа. С началом массовой электрификации городских и пригородных линий их применение сошло на нет, и своё «второе рождение» бестопочные паровозы пережили в 1910 году уже как промышленные и маневровые локомотивы.
Наибольшее число такого рода паровозов было выпущено в Англии — преимущественно, компаниями Эндрю Барклая («Andrew Barclay Sons & Co.», Килмарнок), и Вильяма Бэгнала («W. G. Bagnall») из Стаффорда, — и в Германии. В Германии же, в тюрингском Мейнингене, была построена и последняя большая партия этих локомотивов. 200 бестопочных паровозов с осевой формулой 0-3-0 вышли из ворот «Dampflokwerk Meiningen» в начале 1980-х гг. и по сию пору используются на подъездных путях германских заводов.

## В СССР
В Советском Союзе первый бестопочный паровоз появился лишь в 1928 году. Он был выпущен заводом Шварцкопф и поступил на Туапсинский нефтеперерабатывающий завод. Паровоз имел вес 90 т, а его длина составляла 8 м. Давление пара в котле могло достигать 18 кгс/см². В 1940 году на «Днепромаше» был выпущен паровоз БП1-01 — первый бестопочный паровоз советской постройки. Паровоз имел экипажную часть и паровую машину от 9П, котёл же был изготовлен в Таганроге на заводе «Красный котельщик». Вес паровоза в рабочем состоянии составлял 58 т. Паровой котёл имел объём 21 м³, начальное давление пара составляло 18 кгс/см². В 1955—1956 гг. ещё 2 аналогичных бестопочных паровоза выпустил Муромский паровозостроительный завод. Большинство бестопочных паровозов было списано в 1980-х, причём не из-за технического состояния (за всё время работы паровозам были необходимы лишь периодические обточки бандажей, регулярная смена теплоизоляции котла, а также ремонт парораспределительного механизма), а из-за морального устаревания конструкции.